# Destelbergen
Destelbergen är en kommun i Belgien.   Den ligger i provinsen Östflandern och regionen Flandern, i den centrala delen av landet, 40 km nordväst om huvudstaden Bryssel. Antalet invånare är 17 708.
Omgivningarna runt Destelbergen är en mosaik av jordbruksmark och naturlig växtlighet. Runt Destelbergen är det tätbefolkat, med 356 invånare per kvadratkilometer.